# Karel Mathes
Podplukovník Karel Mathes (28. října 1909 Žižkov – 27. května 1996 Praha) byl český junácký činovník a protinacistický odbojář.

## Život

### Před druhou světovou válkou
Karel Mathes se narodil 28. října 1909 na Žižkově u Prahy. Oženil se s Anastázií Novou, se kterou se usadil v Domažlicích, kde pracoval jako účetní. Manželům se narodila dcera. Od roku 1937 se věnoval Junáku, kde se stal činovníkem.

### Protinacistický odboj
Hned v den německé okupace 15. března 1939 zorganizoval Karel Mathes v bytě Václava Kitzberga přísahu členů domažlického Junáka k boji proti nacismu a založil místní odbojovou organizaci Bratrské dílo podřízenou Obraně národa. Po vyzrazení skupiny a zahájení zatýkání gestapem se domluvil s Janem Smudkem, rovněž bývalým členem Junáka, na opuštění protektorátu, ale na sraz se nakonec nedostavil a zůstal v zemi. Zatčen byl 4. dubna 1940, vězněn v Klatovech, na Pankráci, vyslýchán v Petschkově paláci. Dne 9. května 1940 se mu díky šlendriánu příslušníků gestapa i českého řidiče automobilu podařilo u pražského Palackého mostu uprchnout a přes své známé z Domažlicka se napojit na pražské odbojáře. Byl ukrýván na různých místech do 21. května, kdy zahájil cestu přes Slovensko, Maďarsko, kde byl osmnáct dní vězněn, a dále Jugoslávii a Řecko a Blízký východ, kde vstoupil do vznikající Československé armády v zahraničí. V roce 1941 bojoval v severní Africe, poté přebýval ve Spojeném království. V roce 1944 byl na vlastní žádost převelen do Sovětského svazu k 1. československému armádnímu sboru. Bojoval u Jasła a o Dukelský průsmyk, do Prahy se vrátil v hodnosti štábního kapitána.

### Po druhé světové válce
V roce 1946 byl Karel Mathes zástupcem československého vojenského leteckého atašé ve Washingtonu. Po komunistickém převratu v roce 1948 byl ze své funkce odvolán a vyhozen z armády. Mj. pracoval jako nádeník na stavbě Mostu inteligence. Zemřel dne 27. května 1996 v Praze, pohřben je se svou manželkou na hřbitově ve Vrčeni.

## Ocenění
- Dne 3. května 1995 byl Karlu Mathesovi udělen titul Čestného občana města Domažlice